# Iodotropheus sprengerae
Iodotropheus sprengerae ist eine Buntbarschart, die im Felslitoral des ostafrikanischen Malawisees vorkommt. Die Art wurde nach Kappy Sprenger benannt, einer kalifornischen Aquarianerin, die die Autoren der Erstbeschreibung auf die Eigenständigkeit der Art aufmerksam machte.

## Merkmale
Iodotropheus sprengerae wird maximal etwa 10,8 cm lang, das Weibchen bleibt kleiner. Der Körper ist etwas gedrungener als der der meisten anderen Mbuna und seitlich stark abgeflacht. Das Kopfprofil ist steil, das Maul endständig, wobei der Unterkiefer leicht vorsteht. Die Grundfarbe ist bräunlich-violett bis rotbraun. Die Flanken sind bläulich-violett, Kopf und Rücken eher rot- oder rostbraun, der Bauch gräulich-weiß bis hellbraun. Die Rückenflosse ist orangefarben bis rostbraun, vorn dunkel gesäumt, die Afterflosse ist violett, orangefarben gesäumt, und hat ein bis fünf Eiflecken, die nicht dunkel umrandet sind. Die Schwanzflosse kann orange bis rostbraun sein und schimmert bläulich.
- Flossenformel: Dorsale XVII–XVIII/8–9, Anale III/7–8.
- Schuppenformel: mLR 31, SL 21/10.

Auf der ersten Ceratobranchiale befinden sich 7 bis 9 Kiemenrechen, auf der ersten Epibranchiale 1 bis 3 Kiemenrechen.

## Lebensweise
Iodotropheus sprengerae lebt nur im Felslitoral der Mazinzi Bay, des südöstlichen Teils des Malawisees. Nachgewiesen wurde die Art bisher bei den Boadzulu Island, dem Makokola Reef und den Chinyankwazi Islands, sowie den Chinyamwezi Islands. Obwohl er zu den Mbuna gehört ernährt er sich nicht nur von Aufwuchs, sondern ist ein opportunistischer Allesfresser und im Unterschied zu anderen Mbuna nicht revierbildend und wenig aggressiv. Wie fast alle Malawiseebuntbarsche ist Iodotropheus sprengerae ein Maulbrüter.